# MeisterWerke
Die MeisterWerke Schulte GmbH ist ein Familienunternehmen der produzierenden Holzindustrie mit Sitz im Sauerland in Meiste im Kreis Soest mit etwa 600 Mitarbeitern und einem Jahresumsatz von 155 Mio. € (2015).

## Geschichte

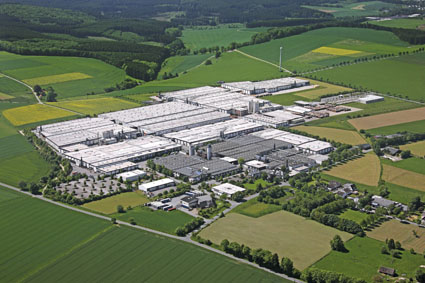
Luftaufnahme des Werkes in Meiste

Josef Schulte legte 1930 mit seiner Tischlerei und Schreinerei den Grundstein für das Unternehmen. Er begann mit Produkten aus Holz für die Landwirtschaft und erweiterte zusammen mit seinem Sohn Johannes Schulte das Unternehmen zum Produzenten für Bodenbeläge, Wand- und Deckenpaneele. 
1972 übernahm Johannes Schulte das Geschäft und entwickelte im gleichen Jahr die erste Deckenabschlussleiste; der erste direkt beschichtete Laminatboden folgte 1992. Das damals noch unter dem Namen Meister-Leisten firmierende Unternehmen brachte 1999 die Erfindung des ersten "leisen" Laminatbodens auf den Markt. 
2023 wurde das Tochterunternehmen Meisterwerke Schulte Austria GmbH i. G. für den Vertrieb in Österreich gegründet.

### Das Unternehmen
2002 gründete Anja Schulte das Unternehmen Schulte Räume, das im Jahr 2006 zusammen mit Meister-Leisten unter dem Dach der neu firmierten MeisterWerke Schulte GmbH zusammengeführt wurde. Aus der Fusion resultierten zwei Vertriebsmarken: Schulte Räume versteht sich als Einrichtungsmarke für den Möbel- und Bodenbelagsfachhandel, MEISTER konzentriert sich auf den Holz- und Baustofffachhandel. Inzwischen wurde die Marke Schulte Räume aufgegeben. 
Die MeisterWerke Schulte GmbH erweiterte 2009 ihre Geschäftsführung; mit Johannes Schulte, Guido Schulte und Ludger Schindler hat das Unternehmen erstmals drei Geschäftsführer. 2010 fertigten über 600 Mitarbeiter in Meiste auf einer Betriebsfläche von 430.000 m² Parkett-, Laminat-, Kork- und Linoleumboden, Wand- und Deckenpaneele und Leisten. Der Exportanteil betrug 40 %.2023 hatte das Unternehmen 700 Mitarbeiter.
Es wird ausschließlich in Deutschland produziert, außer in Meiste auch in Rott am Inn. Das dort produzierte Parkett wird unter der Marke HAIN Naturböden verkauft.
Seit 2012 produziert und vertreibt das Unternehmen einen weichmacherfreien Designboden und Nadura-Produkte (Boden und Paneele). Diese Produkte basieren auf einem Verfahren des schwedischen Herstellers Välinge Innovation AB („Wood-Powder-Technology“) und bestehen aus einem Gemisch aus Holzfasern, Pigmenten, Korund und Melamin-Bindemitteln, das mit hohem Druck auf eine Trägerplatte verpresst wird. Hierdurch werden dreidimensionale Produkte möglich, die strapazierfähig und abwaschbar sind.

### Engagement
Das Unternehmen wurde im Juni 2012 in die Gilde von "Ethics in business" aufgenommen, einer Wirtschaftsinitiative, die Mittelstandsunternehmen dabei unterstützt, fair, nachhaltig und verantwortungsbewusst zu handeln.